# Lecionário 16
O Lecionário 16 (designado pela sigla ℓ 16 na classificação de Gregory-Aland) é um antigo manuscrito do Novo Testamento, paleograficamente datado do Século XII d.C.[a]
Este codex contém lições dos evangelhos de João, Mateus e Lucas (conhecido como Evangelistarium), mas com várias lacunas[a]. Foi escrito em grego, e actualmente se encontra na Biblioteca Nacional da França.